# 李智超 (冰壶运动员)
李智超（2001年11月27日—），内蒙古人，中国男子冰壶运动员，2016年进入内蒙古队练习冰壶，曾获2023年世界青年锦标赛男子金牌、2024年泛大陆锦标赛男子金牌、2025年亚洲冬季运动会男子铜牌。